# The Only Exception
The Only Exception là một bài hát của ban nhạc rock Mỹ Paramore.

## Bảng xếp hạng và các chứng chỉ
| Xếp hạng (2010–11)                    | Vị trí |
| ------------------------------------- | ------ |
| Úc (ARIA)                             | 17     |
| Brazil (Brasil Hot 100 Airplay)       | 32     |
| Canada (Canadian Hot 100)             | 25     |
| Châu Âu Hot 100 Singles (Billboard)   | 72     |
| Ireland (IRMA)                        | 28     |
| New Zealand (Recorded Music NZ)       | 13     |
| UK Rock (The Official Charts Company) | 1      |
| Anh Quốc (OCC)                        | 31     |
| Hoa Kỳ Billboard Hot 100              | 24     |
| Hoa Kỳ Pop Airplay (Billboard)        | 12     |
| Hoa Kỳ Adult Pop Airplay (Billboard)  | 9      |
| Hoa Kỳ Adult Contemporary (Billboard) | 28     |

| Xếp hạng (2010)      | Vị trí |
| -------------------- | ------ |
| Australia (ARIA)     | 75     |
| US Billboard Hot 100 | 93     |

| Nước          | Certification (sales thresholds) | Sales/Shipments |
| ------------- | -------------------------------- | --------------- |
| Australia     | Bạch kim                         | 70,000          |
| New Zealand   | Hạng Vàng                        | 7,500           |
| United States | Bạch kim                         | 1,000,000       |